# 棉花胡同
39°56′15″N 116°22′35″E / 39.9374577°N 116.3763435°E

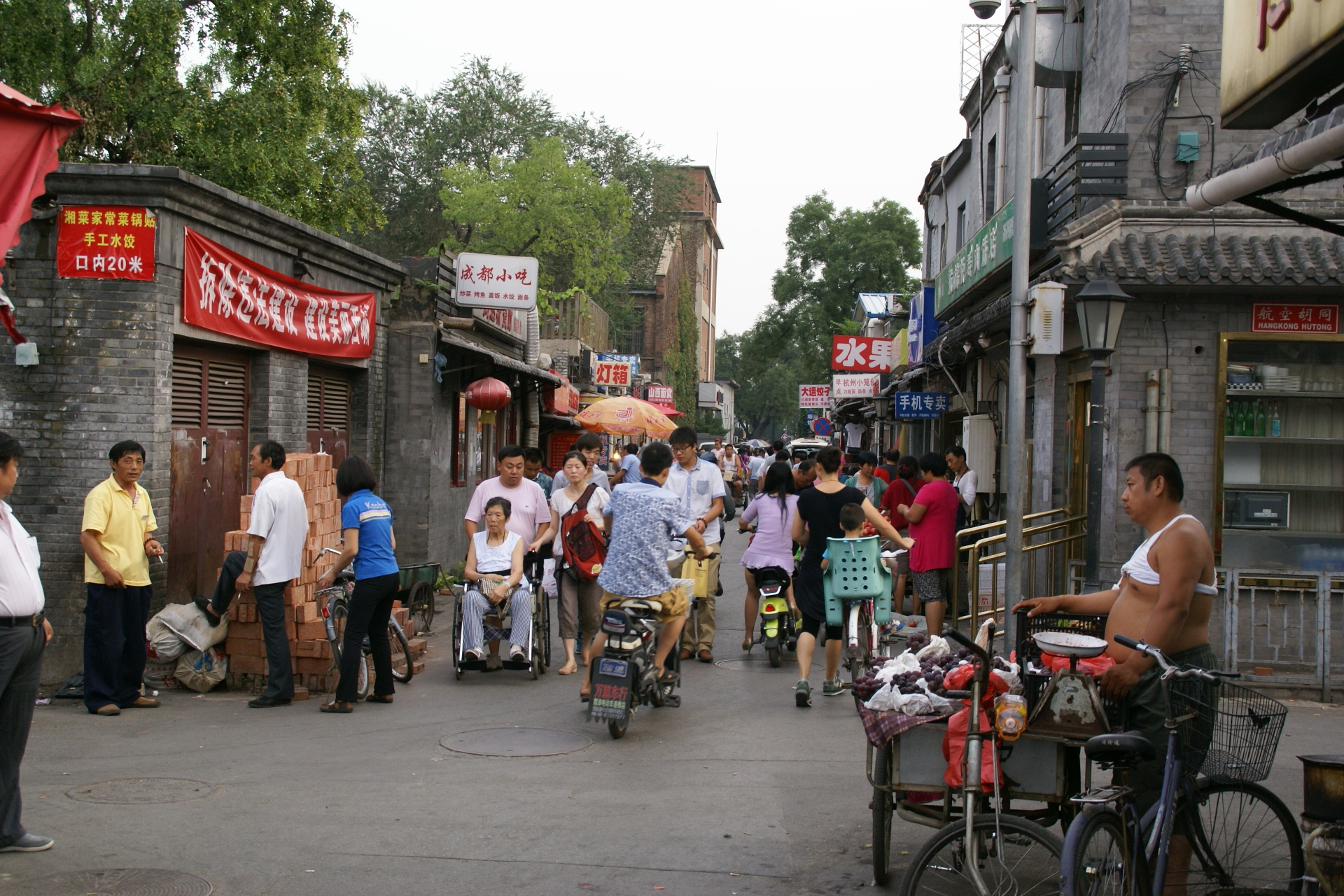
棉花胡同

棉花胡同是位于中国北京市西城区东北部的一条胡同。

## 简介
北京内城原有三条胡同称“棉花胡同”。一在交道口，1965年后改称东棉花胡同；一在东四，已撤销；一在本文所述的护国寺街以北。
棉花胡同北接罗儿胡同，南接护仓胡同。北口西侧为正觉胡同，东侧为簸箩仓胡同；南口同护国寺街交汇。胡同靠北处与西侧的航空胡同、东侧的三不老胡同形成十字路口。胡同中间处与东侧的前罗圈胡同形成丁字路口。胡同靠南处与东侧的藕芽胡同形成丁字路口。
明朝《京师五城坊巷胡同集》、《宛署杂记》作“绵花”胡同。清朝乾隆十五年《乾隆京城全图》， “绵”讹作“棉”。1965年，罗儿胡同、斗鸡坑胡同部分并入。
棉花胡同66号为蔡锷故居。此处故居是蔡锷在中华民国初年在北京居住时的故居。中华人民共和国时期，被中央气象局作为宿舍，建筑格局大体保持完整。
慈禧太后逝世后，李莲英便出宫，由位于北长街的御赐住宅迁至自购的位于护国寺棉花胡同的一所住宅内，闭门闲居，一直居住至逝世。

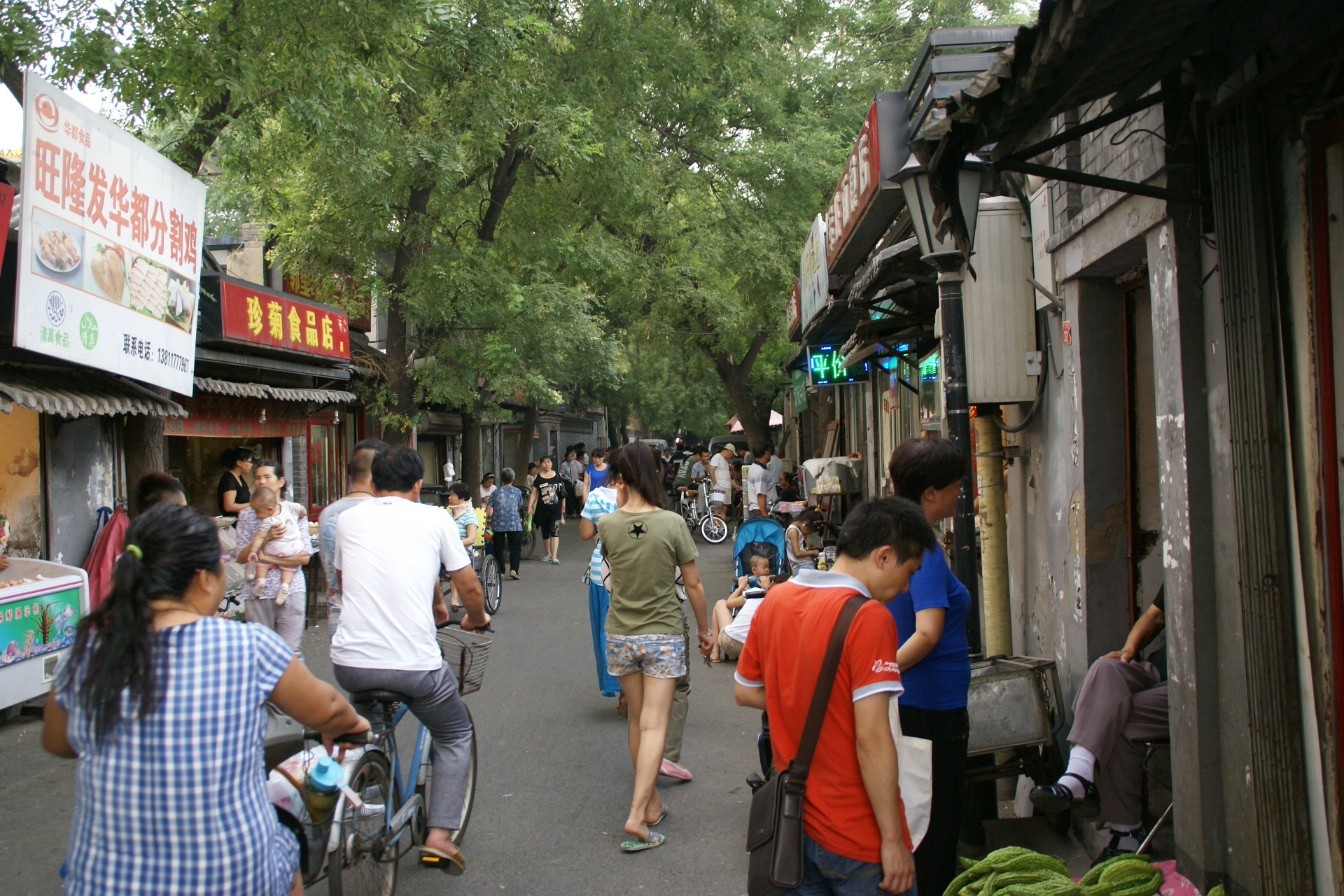
棉花胡同
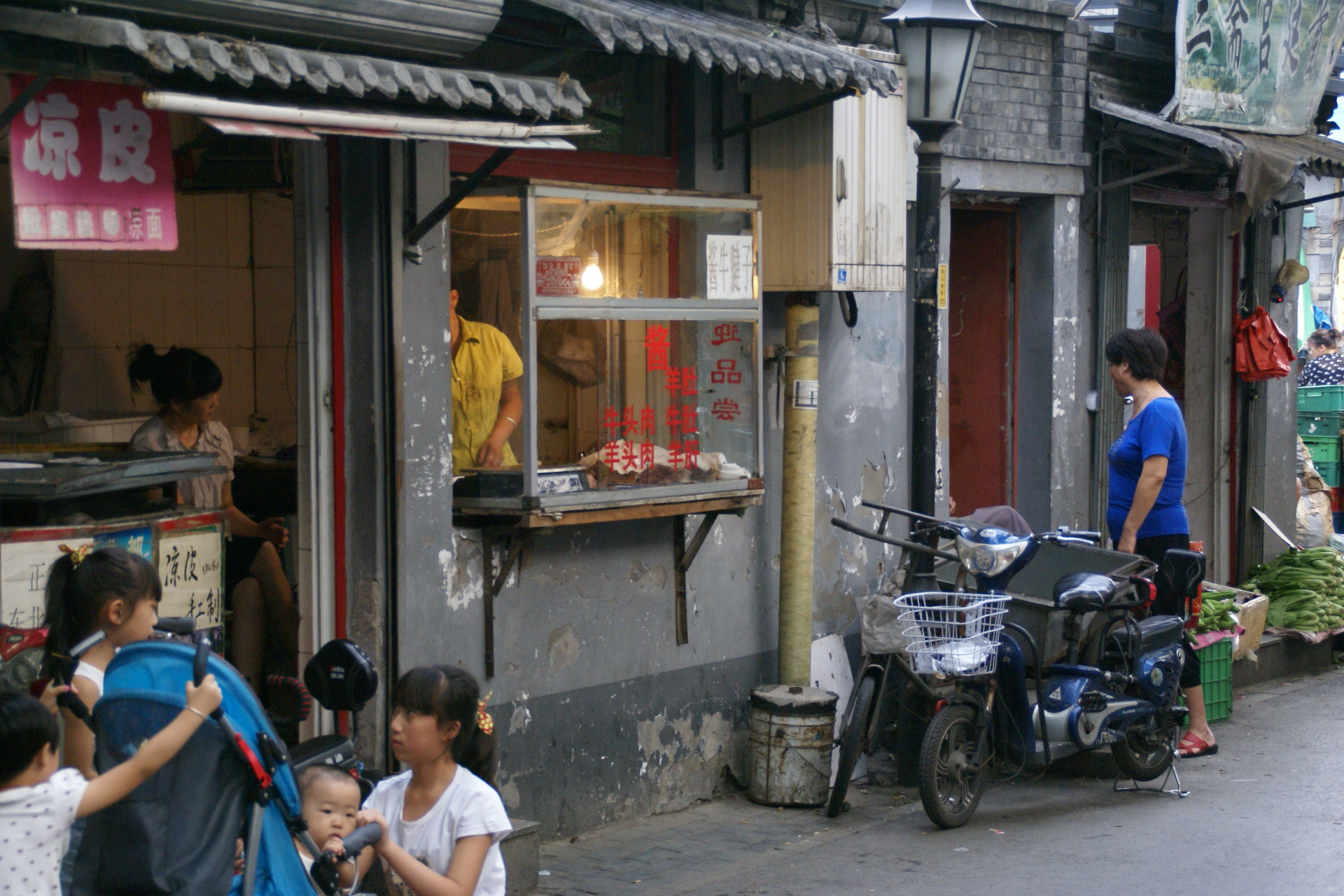
棉花胡同